# Safari rallye 2000
Safari rallye 2000 (Oficiálně 48. Sameer Safari Rally) byla třetí soutěží mistrovství světa v rallye 2000. Byla pořádána ve dnech 24. až 27. února a měřila 1060,7 km. Zvítězil Richard Burns s vozem Subaru Impreza WRC.

## Průběh soutěže
První test vyhrál Didier Auriol s vozem Seat Cordoba WRC. V soutěži mělo hodně posádek defekty. Colin McRae měl defekt v prvním testu, Marcus Grönholm měl dva a Tommi Mäkinen tři defekty. Do vedení se tak brzy dostal Burns. Havaroval Harri Rovanperä, který urazil levé dveře. Druhý byl Juha Kankkunen a třetí Auriol. Havaroval Gilles Panizzi, který ale v závodě pokračoval. Až vedení týmu Peugeot Sport jej odvolalo po první etapě. Ve druhé etapě měl technické problémy Freddy Loix. McRae na jednom brodu utopil svůj vůz a ze soutěže odstoupil. Ve vedení byl Burns před Kankkunenem a Auriolem. Za nimi byl Carlos Sainz a Petter Solberg. Na bodovaných pozicích dorazili i jezdci týmu Škoda Motorsport, který zde startoval poprvé.

## Výsledky
1. Richard Burns, Robert Reid - Subaru Impreza WRC
2. Juha Kankkunen, Juha Repo - Subaru Impreza WRC
3. Didier Auriol, Denis Giraudet - Seat Cordoba WRC
4. Carlos Sainz, Luis Moya - Ford Focus WRC
5. Petter Solberg, Phil Mills - Ford Focus WRC
6. Toshihiro Arai, Roger Freeman - Subaru Impreza WRC
7. Armin Schwarz, Manfred Hiemer - Škoda Octavia WRC
8. Luis Climent, Alex Romani - Škoda Octavia WRC
9. Claudio Marcelo Menzi, Edgardo Malindo - Mitsubishi Lancer EVO VI
10. Roberto Sanchez, Jorge Del Buono - Subaru Impreza WRX